# Kreis Kavaja
Der Kreis Kavaja (albanisch: Rrethi i Kavajës) war einer der 36 Verwaltungskreise Albaniens, die im Sommer 2015 nach einer Verwaltungsreform aufgehoben worden sind. Der Kreis mit einer Fläche von 393 km² gehörte zum Qark Tirana. Er hatte 62.242 Einwohner (2011). Benannt wurde der Kreis nach dem Hauptort Kavaja.

## Geographie

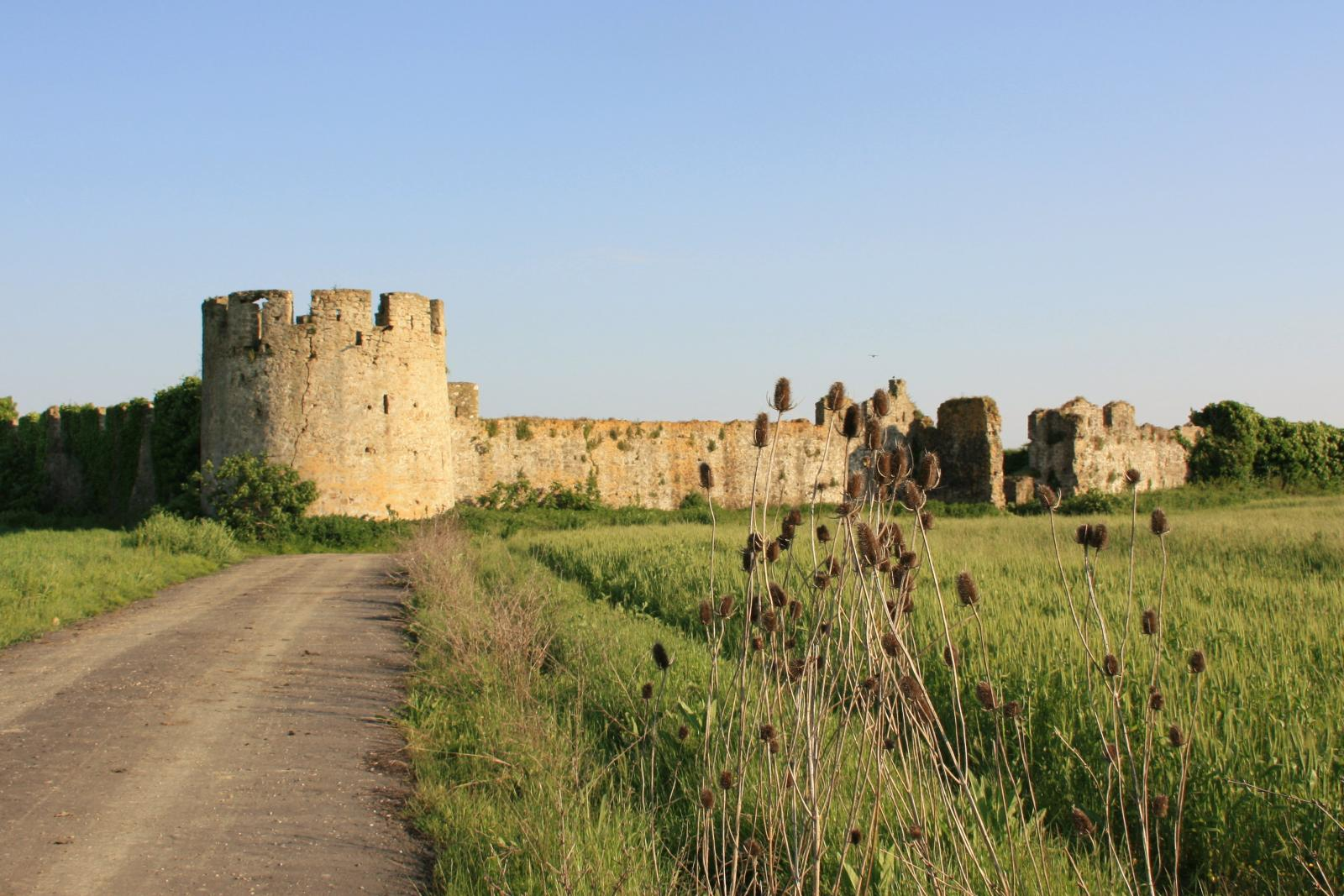
Festung Bashtova in der Mündungsebene des Shkumbin

Der Kreis umfasste ein Gebiet in Mittelalbanien an der Küste der Adria südlich von Durrës. An eine weite Küstenebene schließt sich im Osten ein zerfurchtes Hügelland mit Höhen bis zu 400 Metern an. Kurz vor dem Meer wird die Ebene nochmals von einer Hügelkette geteilt, den Kodrat e Kryevidhit. Die südliche Grenze zum Kreis Lushnja wurde durch den Fluss Shkumbin gebildet. In der Ebene an der Mündung liegt die Festung Bashtova, ein gut erhaltenes Kastell aus dem 15. Jahrhundert.

## Bevölkerung
Die Bevölkerung der Region ist ländlich geprägt. Außerhalb der Städte Kavaja und Rrogozhina (etwas mehr als 5000 Einwohner) leben die meisten Einwohner von der Landwirtschaft.

## Wirtschaft

### Verkehr
Kavaja wurde auf der Route von wichtigen Handelsverbindungen gegründet. Noch heute zieht sich eine der wichtigsten Verbindungsstraßen des Landes durch den Kreis von Durrës und Tirana nach Südalbanien. Diese wurde im Jahr 2000 in eine der ersten Autobahnen des Landes ausgebaut. Bei Rrogozhina im Südosten teilen sich die Straße und die Eisenbahnlinie der Hekurudha e Shqipërisë. Nach Westen geht es durchs Shkumbin-Tal auf der Route der antiken Via Egnatia nach Elbasan und weiter zum Ohridsee, nach Südostalbanien und Nordmazedonien (keine Eisenbahn). Südlich von Rrogozhina überqueren Eisenbahn und Straßen den Shkumbin und führen nach Lushnja und Südalbanien.

### Tourismus
Eine wichtige Einnahmequellen in der Region dürfte der Fremdenverkehr darstellen. Während der Strand von Spilleja im Südwesten noch nicht groß entwickelt ist, hat bei Golem an der Bucht von Durrës schon ein richtiger Boom eingesetzt. Direkt zwischen Hauptstraße und Strand wurden in einem Pinienwald zahlreiche Hotels, Appartementhäuser, Ferienhäuser, Restaurants, Cafés und Diskotheken errichtet.

## Gemeinden
Das Gebiet des ehemaligen Kreises gehört heute zu den Gemeinden (Bashkia) Kavaja und Rrogozhina.
| Name        | Einwohner | Gemeindeart | gehört heute zu |
| ----------- | --------- | ----------- | --------------- |
| Kavaja      | 20.192    | Bashkia     | Kavaja          |
| Rrogozhina  | 7.049     | Bashkia     | Rrogozhina      |
| Golem       | 6.994     | Komuna      | Kavaja          |
| Gosa        | 4.120     | Komuna      | Rrogozhina      |
| Helmës      | 3.139     | Komuna      | Kavaja          |
| Kryevidh    | 4.662     | Komuna      | Rrogozhina      |
| Lekaj       | 5.126     | Komuna      | Rrogozhina      |
| Luz i vogël | 4.735     | Komuna      | Kavaja          |
| Sinaballaj  | 1.191     | Komuna      | Rrogozhina      |
| Synej       | 5.034     | Komuna      | Kavaja          |